# Lockne kyrka
Lockne kyrka är en kyrkobyggnad i Östersunds kommun. Den är församlingskyrka i Lockne församling, Härnösands stift.

## Kyrkobyggnaden
En tidigare kyrka på platsen uppfördes troligen under tidig medeltid. Nuvarande kyrka uppfördes åren 1791-1793 efter ritningar av Simon Geting och invigdes i januari 1797. Byggnaden har en stomme av sten och består av långhus med rakt avslutat kor i öster samt kyrktorn i väster med ingång. Öster om koret finns en vidbyggd sakristia. Ytterväggarna är spritputsade i vitt med slätputsade omfattningar. Yttertaken är belagda med skiffer och torntaket är belagt med svartmålad kopparplåt. Ursprungligen var taken täckta med spån. En restaurering genomfördes 1881 under ledning av Johannes Edler, då takvalvet försågs med målade gördelbågar. Åren 1912-1913 genomfördes en restaurering efter förslag av arkitekt Sigurd Curman. 1935 genomfördes ännu en restaurering efter ritningar av arkitekt Erik Fant då valvens målade gördelbågar från 1881 togs bort.
Framför västra ingången finns en stiglucka i nyklassisk stil som är byggd 1842 av Anders Bertilsson i Haga.

## Inventarier
- Predikstolen är sannolikt skuren av Johan Edler d.ä. åren 1793-1795. Predikstolen är förgylld med snidat draperi.
- Altaruppsatsen påbörjades 1797 av Johan Edler d.ä. och färdigställdes av sonen Jonas Edler. 1881 förändrades altaruppsatsen av Johannes Edler, som även målade altartavlan.
- En dopängel är snidad 1796 av Johan Edler d.ä.

## Orgel
- 1884 byggdes en orgel med 12 stämmor fördelade på två manualer (7+3), och särskild pedal (2) samt 5 koppel av E. A. Setterquist & Son, Örebro. Den innehöll även crescendomekanism och regulatorer. Fasaden är ritad av arkitekt Helgo Zettervall. Orgelverket blev avsynad lördagen 13 september 1884 av folkskoleinspektör Jonas Kjellin (1836-1917), Östersund,  och organisten Nils Wiklund, Ortviken, som ersatte musikdirektören Anders Fredrik Blomström, ledare för militärmusikkåren i Östersund, som avsagt sig tjänsten. Orgeln invigdes samma dag av prosten Pehr Olof Frändén i Brunflo.[1] 1936 blev orgeln omdisponerad och utbyggd till 13 stämmor av samma firma.
- Nuvarande orgelverk är byggt 1966-1967. Orgelfasaden tillhör den tidigare orgeln från 1884.